# Pamhagen
Pamhagen (ungerska: Pomogy)  är en ort och kommun i Österrike. Den ligger i distriktet Neusiedl am See i förbundslandet Burgenland, i den östra delen av landet, 70 km sydost om huvudstaden Wien. Kommunen gränsar i söder till Ungern.